# 첸쉬안퉁

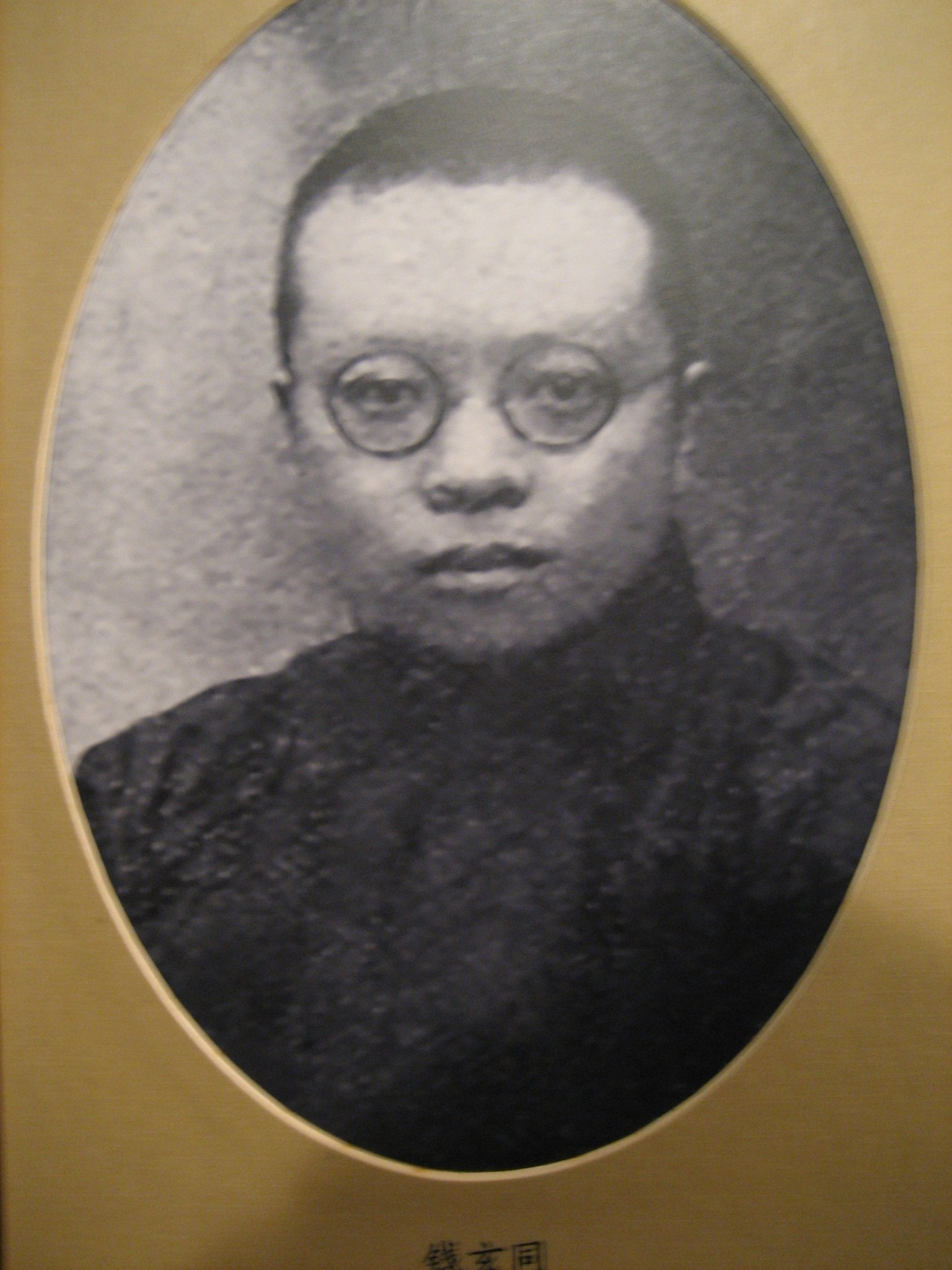
첸쉬안퉁

첸쉬안퉁(중국어 간체자: 钱玄同, 정체자: 錢玄同, 병음: Qián Xuántóng, 한자음: 전현동, 1887년 9월 12일 ~ 1939년 1월 17일)은 중국의 언어학자이다. 초명은 첸샤(중국어 간체자: 钱夏, 정체자: 錢夏, 병음: Qián Xià)이며 자는 덕잠(德潛), 호는 의고(疑古)이다.

## 생애
첸쉬안퉁은 저장성 우싱현(吳興縣, 현재의 저장성 후저우시)에서 청나라 시대에 진사를 역임했던 첸전창(錢振常, 전진상)의 아들로 태어났다. 어린 시절에는 글방에서 교육을 받았고 1906년에는 일본 와세다 대학으로 유학을 떠났다. 1907년에는 일본 도쿄에서 장빙린(章炳麟)의 소개를 통해 중국동맹회(中國同盟會)에 가입했고 1908년에는 자신의 친구였던 루쉰(魯迅), 장빙린 등과 함께 중국의 고전, 언어, 문자를 연구했다.
1910년에 중국으로 귀국했고 1913년에는 국립 베이징 고등사범학교(1923년에 국립 베이징 사범대학으로 개편됨)의 교원으로 임용되었다. 1916년에는 베이징 고등사범학교 교수로 승진했다. 1917년부터 1919년까지 천두슈(陳獨秀)가 주도한 잡지 『신청년(新靑年)』의 편집인으로 활동하면서 문학 혁명을 주장하는 한편 5·4 운동의 핵심이 된 신문화운동(新文化運動)을 전개했다.
첸쉬안퉁은 구제강(顧頡剛)과 함께 역사 서적 『고사변(古史辨)』 집필에 참여하면서 중국의 고전, 역사에 관한 논문을 발표했다. 또한 1924년부터 1930년까지 루쉰, 저우쭤런(周作人) 등과 함께 어사사(語絲社)를 조직하여 중국의 봉건주의, 군벌 통치, 북양정부(北洋政府)를 비판하는 문학 활동을 전개했다.
첸쉬안퉁은 일찍부터 중국의 전통 문화에 회의적인 시각을 가졌고 중국어를 병음 문자로 바꿀 것을 주장했다. 첸쉬안퉁의 이러한 주장들은 나중에 간체자, 한어 병음의 등장으로 이어지게 된다.